# Filipa de Sousa
Filipa de Sousa (Tavira, 1556 — Brasil, c. 1600), também referida como Felipa de Souza, foi uma portuguesa acusada de práticas nefandas (lesbianismo) pela visitação do Santo Ofício na Bahia, no século XVI. Atualmente, sendo o seu julgamento considerado o primeiro caso de perseguição sexual e de condenação da prática de lesbianismo pelo Tribunal do Santo Ofício em terras de Vera Cruz, é reconhecida como uma das primeiras vítimas de homofobia no Brasil e um ícone do movimento LGBT no país.

## Biografia

### Origens e Família
Nascida em 1556 na cidade de Tavira, no então reino português do Algarve, Filipa da Sousa era filha de Manuel de Sousa e de Maria Gonçalves, ambos cristãos-velhos e naturais da mesma localidade. Viajou para Salvador, na antiga capitania portuguesa da Bahia, Brasil, em data desconhecida, na condição de casada com um cristão-novo, serigueiro (produtor de seda) de profissão. Alfabetizada, facto extraordinário para a época, após enviuvar, casou com Francisco Pires, que exercia a profissão de pedreiro em Salvador. Trabalhava como costureira e não tinha filhos dos seus casamentos.

### Acusação pelo Tribunal do Santo Ofício

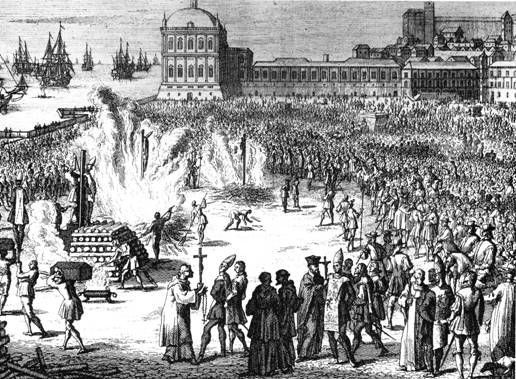
Representação dos Autos de Fé da Inquisição Portuguesa, em Lisboa.

Em 1591 deu-se a primeira visitação da Inquisição Portuguesa do Santo Ofício a Salvador, principal cidade da então colónia portuguesa do Brasil, chefiada pelo padre Heitor Furtado de Mendonça, cuja missão era obter confissões e denúncias de heresias e práticas de judaísmo, nomeadamente na região da Bahia, Pernambuco, Itamaracá e Paraíba. Filipa da Sousa, contava então com 35 anos de idade, quando a 18 de dezembro do mesmo ano foi denunciada por Paula Siqueira (também referida como Pauloa de Sequeira), cristã-velha de 40 anos (ou 35 em alguns documentos), que pressionada pela descoberta em sua casa da novela pastoril "Diana" (1559), de Jorge de Montemor, a qual relatava as aventuras amorosas de duas pastoras e constava no Index de livros proibidos pela igreja, tornou-se na sua principal acusadora, dando origem a um processo em que 29 mulheres foram acusadas de práticas homossexuais.
Num dos seus depoimentos Paula Siqueira afirmou:
"...estando ela confessante em sua casa nesta cidade [do Salvador], veio a ela a dita e ambas tiveram ajuntamento carnal uma com a outra por diante e ajuntando seus vasos naturais um com o outro, tendo deleitação e consumando com efeito o cumprimento natural de ambas as partes como se propriamente foram homem com mulher."
Detida para prestar depoimento no Tribunal do Santo Ofício, a fim de se defender da acusação por "práticas nefandas" ou ainda pelo "pecado nefando da sodomia" com outras mulheres, Filipa de Sousa foi ainda acusada de ser uma criptojudia por algumas testemunhas, acusação que conseguiu refutar e comprovar inocência, e de se ter envolvido com mais de 40 mulheres, acabando por confessar apenas as acusações de lesbianismo com pelo menos seis mulheres em oito anos.

### Confissão
Proferindo que a sua afeição pelo género feminino era natural e sem pecado, Filipa de Sousa revelou que em 1583 apaixonou-se pela primeira vez por uma mulher, Maria Peralta, então com 18 anos e solteira, filha de Gaspar da Vila Costa e de Ana de Siqueira, ambos cristãos-novos, continuando as duas a encontrar-se em segredo após esta se casar com Tomás Bibentaon. Após a sua relação terminar, manteve outras amantes, contudo estas relações foram apenas esporádicas, voltando somente a apaixonar-se anos mais tarde por Paula Siqueira, natural de Lisboa, filha de Manuel Pires, ourives da prata, e de Mecia Roiz (também referida como Rodrigues), com quem manteve uma relação por mais de três anos.
Confrontada com o facto de que a sua amada a acusava de assédio sexual e de coação, Filipa de Sousa revelou ter na sua posse várias cartas de amor que havia trocado com Paula Siqueira, sendo estas usadas mais tarde como provas do seu crime em julgamento. No fim do inquérito, quando o inquisidor perguntou-lhe porque não havia confessado os seus pecados previamente, a costureira portuguesa confessou que lhe tinha sido dito pelo jesuíta António Velasquez que bastava confessar-se sacramentalmente todos os Domingos, sendo-lhe tudo perdoado, visto que «todos as vezes que teue ajuntamento carnal com as ditas molheres por diante foi sempre sem outro Instrumento algum, mais que seus corpos somente», comprovando que as suas preferências sexuais eram do conhecimento da igreja local e, à época, segundo a doutrina católica e os costumes locais, os actos de erotismo e manifestações de prazer sexual entre mulheres sem penetração eram considerados menos pecaminosos e de ingenuidade infantil.

### Sentença
Das 29 mulheres acusadas de lesbianismo na Capitania da Bahia, sete foram julgadas e condenadas, sendo Filipa Sousa a mais severamente punida, apesar de, no entanto, ter sido poupada da pena de morte na fogueira por os seus actos sexuais não envolverem penetração.

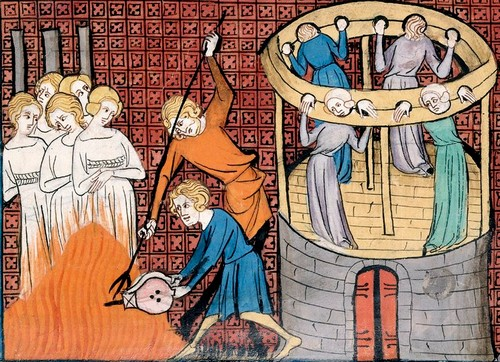
Representação de métodos de tortura e execução na fogueira na obra "Crónicas de Saint Denis"

No dia 26 de janeiro de 1592, foi retirada dos calabouços da Casa da Inquisição, no Terreiro de Jesus, e obrigada a andar descalça pelas ruas da cidade, num cortejo de humilhação, até à Igreja da Sé, onde escutou a sua sentença, de pé, com uma vela acesa nas mãos, trajando uma veste de linho cru, identificativa publicamente daqueles que eram acusados de heresia, enquanto os seus crimes e pecados eram citados em voz alta. Condenada ao açoite e ao degredo perpétuo, para além de ter sido sentenciada a jejuar a pão e água durante 15 sextas-feiras e nove sábados em honra da pureza da Virgem Maria, e a rezar 33 vezes um salmo, após a leitura pública da sentença, foi atada ao pelourinho, açoitada e recolhida ao calabouço, onde recebeu assistência médica pelos seus ferimentos durante quatro dias. Após recuperar, Filipa de Sousa foi ainda obrigada a pagar as custas do seu processo num valor equivalente a três meses de trabalho, sendo então expulsa da capitania a 31 de janeiro, perdendo-se desde então qualquer informação sobre o seu paradeiro ou fim de vida.
A sua acusadora, Paula Siqueira, teve uma pena mais branda, tendo sido condenada a apenas 6 dias de prisão e ao pagamento de 50 cruzados de multa, assim como a duas aparições públicas como ré, além de algumas penalidades espirituais. Especula-se por ser esposa de António de Faria, Provedor da Fazenda Real, e consequentemente, possuir um título ou posição hierárquica mais alta que muitas das mulheres que foram acusadas, a sua pena foi bastante mais leve.

## Legado e Homenagens
Em 1980, fruto das pesquisas do professor e antropólogo brasileiro Luiz Mott, através dos documentos do Santo Ofício, arquivados na Torre do Tombo, em Lisboa, o julgamento de Filipa de Sousa, outrora esquecido e omitido na História do Brasil, tornou-se conhecido do público brasileiro através das obras "Lesbianismo no Brasil", publicado em 1987, e "O Sexo Proibido - Virgens, Gays e Escravos nas garras da Inquisição", de 1988. Posteriormente a obra "Mulheres do Brasil: A História Não Contada" da autoria de Paulo Rezzutti também fez referência à história de Filipa de Sousa num dos seus capítulos, dando um novo ímpeto à causa LGBT no Brasil.
Em sua homenagem, deu-se o seu nome à ONG Felipa de Souza (1998). Pela mesma razão, a International Gay and Lesbian Human Rights Commission e a OutRight Action International instituiram o Prêmio Felipa de Souza em 1994, principal distinção internacional de direitos humanos dos homossexuais, em reconhecimento à coragem daqueles que lutam pelos direitos dos homossexuais, bissexuais e transgêneros em todo o mundo.